# San Francisco de Campeche
Campeche (eller San Francisco de Campeche) är en ort och kommun vid kusten mot Mexikanska golfen i sydöstra Mexiko och är administrativ huvudort för delstaten Campeche. Centralorten har cirka 235 000 invånare, med totalt cirka 280 000 invånare i hela kommunen. Orten grundades år 1540 under namnet San Francisco de Campeche och är sedan 1999 ett världsarv.

## Orter
De största orterna i kommunen 2013 var:
1. San Francisco de Campeche, 235 085 invånare
2. Lerma, 8 879 invånare
3. Chiná, 5 693 invånare
4. Los Laureles, 2 427 invånare
5. Alfredo V. Bonfil, 2 319 invånare